# Det Centraleuropæiske Universitet
Det Centraleuropæiske Universitet (Central European University, CEU) er et privat universitet med et campus i Wien, der er akkrediteret i Østrig og USA. Et centralt træk ved CEU's aktiviteter er at fremme det åbne samfund, og det er et højt rangeret universitet inden for samfundsvidenskab og humaniora. CEU blev grundlagt i 1991 med finansiering fra George Soros og havde størstedelen af sit virke i Budapest indtil september 2019.
I 2017 havde CEU 1448 studerende fra 117 lande og en stab på 723 personer fra mere end 40 lande.

## Historie
CEU blev grundlagt i 1991 af finansmanden, aktivisten og filantropen George Soros, som gav universitetet en bevilling på 880 millioner dollars.
Dannelsen var en reaktion på den socialistiske bloks fald, og tanken om at starte et universitet med fokus på de udfordringer, der fulgte af demokratisering og et åbent samfund, var opstået i foråret 1989 blandt akademikere i flere centraleuropæiske lande, bl.a. ved en række forelæsninger i Dubrovnik i det tidligere Jugoslavien i april 1989. Et forsøg på at starte universitetet i Bratislava i det daværende Tjekkoslovakiet blev gennemført i 1989-1990, men faldt for modstand fra nationalistiske politikere. Lige efter grundlæggelsen i 1991 lå hovedparten af universitetet i Prag i Tjekkoslovakiet, men efter uoverensstemmelser mellem Soros og den tjekkoslovakiske regering, især premierminister Vaclav Klaus, flyttede universitetet til Ungarns hovedstad Budapest.
Da Soros blev genstand for politiske angreb i blandt andet Centraleuropa, blev CEU også mål for kritik fra højrenationalistiske kræfter og modstandere af globaliseringen. Blandt kritikerne var den ungarske premierminister Viktor Orbán og hans regering, der ofte omtalte CEU som "Soros Universitet". I marts 2017 fremlagde den ungarske regering et lovforslag, der ville indføre nye regler for universiteter i Ungarn drevet af udenlandske aktører, med særligt skrappe regler for ikke-EU-aktører. Repræsentanter for CEU mente, at de foreslåede forordninger var specifikt rettet mod CEU.
I december 2018 meddelte CEU, at deres aktiviteter i Ungarn ville ophøre og i stedet flytte til Wien. Flytningen skyldtes den ungarske regerings manglende vilje til at indgå de aftaler, der kræves for, at CEU kan fortsætte med at operere i Ungarn med den nyligt indførte lovgivning vedrørende universiteter drevet af udenlandske aktører.